# Chak Mander
Chak Mander (em panjabi: ਚੱਕ ਮੰਡੇਰ) é uma aldeia localizada no distrito de Shaheed Bhagat Singh Nagar, no estado de Punjab, na Índia. Está localizado a 1,9 (1,2 mi) quilômetros de Kultham, 14 (8,7 mi) quilômetros da cidade de Banga, 28 quilômetros (17 mi) do distrito Shaheed Bhagat Singh Nagas e 118 quilômetros (73 mi) da capital do estado, Chandigarh. A aldeia, assim como as demais indianas, é governada por um sarpanch, eleito democraticamente pela maioria da população residente no assentamento.

## Demografia
Segundo o relatório publicado pelo Censo da Índia de 2011, a aldeia Chak Mander é composta por um total de 176 casas e a população total é de 859 habitantes, dos quais 728 são do sexo masculino e 731, do sexo feminino. O nível de alfabetização da aldeia é 82.79% maior que a média do estado, a qual é de 75.84%.
Conforme constatação do Censo, 265 pessoas exercem seu trabalho fora da aldeia; dessas, 239 são homens e 26 são mulheres. O levantamento do governo também consta que 95.85% dos trabalhadores ocupam um serviço como trabalho formal e único, enquanto os outros 4.15% estão envolvidos em atividades marginais, trabalhando como meio de subsistência em diferentes lugares em menos de seis meses.

## Educação
Na aldeia, não há nenhuma escola, e os estudantes precisam ir a outras aldeias para estudar; muitas dessas aldeias estão distantes por dez quilômetros. Nas proximidades, destaca-se a Lovely Professional University a 18 quilômetros. Outras instituições de ensino também representam papel importante na região: Amardeep Singh Shergill Memorial e Right of Children to Free and Compulsory Education Act.

## Transporte
A estação de trem mais próxima de Chak Mander é Banga; no entanto, a estação principal, Phagwara, está a 10 quilômetros (6,2 mi) de distância. O aeroporto mais perto é Sahnewal, localizado a 59 quilômetros, e o aeroporto internacional mais próximo é o Sri Guru Ram Dass Jee, a 126 quilômetros.